# Dominik Hrbatý
Dominik Hrbatý (* 4. ledna 1978 Bratislava) je bývalý slovenský profesionální tenista. Na žebříčku ATP byl ve dvouhře nejvýše klasifikován v říjnu 2004 na 12. místě a ve čtyřhře v listopadu 2000 na 14. místě.
Je dvojnásobným vítězem Hopman Cupu z let 2005 a 2009 a finalistou Davis Cupu z roku 2005.
Profesionální kariéru ukončil v listopadu 2010.

## Finále na okruhu ATP Tour
| Legenda                              |
| ------------------------------------ |
| D – dvouhra; Č – čtyřhra             |
| Grand Slam (0)                       |
| Turnaj mistrů (0)                    |
| ATP Tour Masters 1000 (0–2 D, 1–1 Č) |
| ATP Tour 500 (0)                     |
| ATP Tour 250 (6–5 D, 1–5 Č)          |

### Dvouhra: 13 (6–7)
| Stav      | č. | datum              | turnaj                       | povrch  | soupeř ve finále    | výsledek        |
| --------- | -- | ------------------ | ---------------------------- | ------- | ------------------- | --------------- |
| Finalista | 1. | 5. října 1997      | Palermo, Itálie              | antuka  | Alberto Berasategui | 4–6, 2–6        |
| Vítěz     | 1. | 16. srpna 1998     | San Marino                   | antuka  | Mariano Puerta      | 6–2, 7–5        |
| Vítěz     | 2. | 2. května 1999     | Praha, Česko                 | antuka  | Ctislav Doseděl     | 6–2, 6–2        |
| Finalista | 2. | 23. dubna 2000     | Monte Carlo, Monako          | antuka  | Cédric Pioline      | 4–6, 6–73, 6–76 |
| Finalista | 3. | 12. listopadu 2000 | Petrohrad, Rusko             | tvrdý   | Marat Safin         | 6–2, 4–6, 4–6   |
| Finalista | 4. | 26. listopadu 2000 | Brighton, Spojené království | tvrdý   | Tim Henman          | 2–6, 2–6        |
| Vítěz     | 3. | 14. ledna 2001     | Auckland, Nový Zéland        | tvrdý   | Francisco Clavet    | 6–4, 2–6, 6–3   |
| Finalista | 5. | 12. ledna 2003     | Auckland, Nový Zéland        | tvrdý   | Gustavo Kuerten     | 3–6, 5–7        |
| Vítěz     | 4. | 11. ledna 2004     | Adelaide, Austrálie          | tvrdý   | Michaël Llodra      | 6–4, 6–0        |
| Vítěz     | 5. | 18. ledna 2004     | Auckland, Nový Zéland        | tvrdý   | Rafael Nadal        | 4–6, 6–2, 7–5   |
| Vítěz     | 6. | 29. února 2004     | Marseille, Francie           | tvrdý   | Robin Söderling     | 4–6, 6–4, 6–4   |
| Finalista | 6. | 23. května 2005    | Casablanca, Maroko           | antuka  | Santiago Ventura    | 3–6, 6–1, 4–6   |
| Finalista | 7. | 5. listopadu 2006  | Paříž, Francie               | koberec | Nikolaj Davyděnko   | 1–6, 2–6, 2–6   |

### Čtyřhra: 8 (2–6)
| Stav      | č. | datum             | turnaj                        | povrch  | spoluhráč         | soupeři ve finále                  | výsledek         |
| --------- | -- | ----------------- | ----------------------------- | ------- | ----------------- | ---------------------------------- | ---------------- |
| Finalista | 1. | 27. července 1997 | Umag, Chorvatsko              | antuka  | Karol Kučera      | Dinu Pescariu Davide Sanguinetti   | 6–7, 4–6         |
| Finalista | 2, | 9. srpna 1998     | Amsterdam, Nizozemsko         | antuka  | Karol Kučera      | Jacco Eltingh Paul Haarhuis        | 3–6, 2–6         |
| Finalista | 3. | 2. dubna 2000     | Miami, Spojené státy americké | tvrdý   | Martin Damm       | Todd Woodbridge Mark Woodforde     | 3–6, 4–6         |
| Vítěz     | 1. | 14. května 2000   | Řím, Itálie                   | antuka  | Martin Damm       | Wayne Ferreira Jevgenij Kafelnikov | 6–4, 4–6, 6–3    |
| Finalista | 4. | 8. října 2000     | Hong Kong, Čína               | tvrdý   | David Prinosil    | Wayne Black Kevin Ullyett          | 1–6, 2–6         |
| Finalista | 5. | 29. října 2000    | Basilej, Švýcarsko            | koberec | Roger Federer     | Donald Johnson Piet Norval         | 6–711, 6–4, 6–74 |
| Vítěz     | 2. | 16. září 2001     | Taškent, Uzbekistán           | tvrdý   | Julien Boutter    | Marius Barnard Jim Thomas          | 6–4, 3–6, 13–11  |
| Finalista | 6. | 31. října 2004    | Petrohrad, Rusko              | koberec | Jaroslav Levinský | Michaël Llodra Arnaud Clément      | 3–6, 2–6         |

## Osobní život
V září roku 2010 se na karibském ostrově Svatý Vincenc a Grenadiny oženil se svojí přítelkyní Nelly Petrovou. Mají spolu dceru Ellu.

## Úspěchy a ocenění
- 1996 nováček roku v soutěžích okruhu ATP.
- 2006 státní vyznamenání Řád Ľudovíta Štúra
- 2000, 2001, 2002, 2004, 2005, 2006, 2007 tenista roku na Slovensku